# Ласін-Вибудоване
Ласін-Вибудоване (пол. Łasin-Wybudowanie) — село в Польщі, у гміні Ласін Ґрудзьондзького повіту Куявсько-Поморського воєводства.
Населення — 529 осіб (2011).
У 1975-1998 роках село належало до Торунського воєводства.

## Демографія
Демографічна структура станом на 31 березня 2011 року:
|          | Загалом | Допрацездатний вік | Працездатний вік | Постпрацездатний вік |
| -------- | ------- | ------------------ | ---------------- | -------------------- |
| Чоловіки | 254     | 47                 | 180              | 27                   |
| Жінки    | 275     | 47                 | 170              | 58                   |
| Разом    | 529     | 94                 | 350              | 85                   |